# Максену (Бузау)
Максену (рум. Maxenu) насеље је у Румунији у округу Бузау у општини Цинтешти. Oпштина се налази на надморској висини од 73 m.

## Становништво
Према подацима из 2002. године у насељу је живело 2085 становника.

### Попис2002.
| Расподела становништва по националности 2002.‍ | Расподела становништва по националности 2002.‍ | Расподела становништва по националности 2002.‍ | Расподела становништва по националности 2002.‍ | Расподела становништва по националности 2002.‍ |
| --------------------------------------------- | --------------------------------------------- | --------------------------------------------- | --------------------------------------------- | --------------------------------------------- |
|                                               |                                               |                                               |                                               |                                               |
| Румуни                                        | Румуни                                        |                                               | 2.057                                         | 98,7%                                         |
| Роми                                          | Роми                                          |                                               | 28                                            | 1,3%                                          |